# كرمة رمادية
الكرمة الرمادية نوع نباتي ينتمي إلى جنس الكرمة من الفصيلة الكرمية.

## البيئة والانتشار
موطنها وسط وجنوب شرق الولايات المتحدة.

## الوصف النباتي
نبات معمر متسلق. النورات عنقودية. الثمرة عوزة (عنبة) صغيرة.